# Corregimiento de Cañete
La provincia de Cañete, también conocida como corregimiento de Cañete, fue una división territorial del Imperio español dentro de la Capitanía General de Chile.

## Historia

### Creación del corregimiento
Fue creada debido a la fundación de la ciudad de Cañete de La Frontera en enero de 1558, por el gobernador García Hurtado de Mendoza. Éste nombró a Alonso de Reinoso como corregidor (quien había tenido el mismo cargo en Angol), el cual presidía el cabildo de la ciudad.

### Batalla del Fuerte de Cañete
Luego de la derrota de los mapuches en la batalla de Cayucupil, Caupolicán se decide a poner sitio al recién creado fuerte de Cañete, junto con la mayor parte de sus fuerzas. Sin embargo, los españoles utilizaron a un yanacona proespañol, que se ofreciera para atraer a los mapuches al fuerte. Estos confiaron en que el yanacona les abriría las puertas del fuerte durante la siesta de los españoles, pero cuando los mapuches ya habían entrado, éstos los atacaron por sorpresa, ocurriendo así la batalla del fuerte de Cañete. Pocos días después el toqui Caupolicán es capturado, y empalado en un explanada ubicada en frente de la fortaleza.

### Despoblamiento de la ciudad
Desastrosas derrotas militares obligaron al gobernador Francisco de Villagra a ordenar el despueble de la ciudad, en enero de 1563. Una nueva fundación de la ciudad, ordenada por Rodrigo de Quiroga en 1566, tampoco prosperó debido a los constantes ataques araucanos.